# Temps multi-dimensionnel
 (juillet 2015).
Le contenu est difficilement compréhensible vu les erreurs de traduction, qui sont peut-être dues à l'utilisation d'un logiciel de traduction automatique.
La possibilité qu'il pourrait y avoir plus d'une dimension de temps est parfois discutée dans la physique et la philosophie.

## Physique

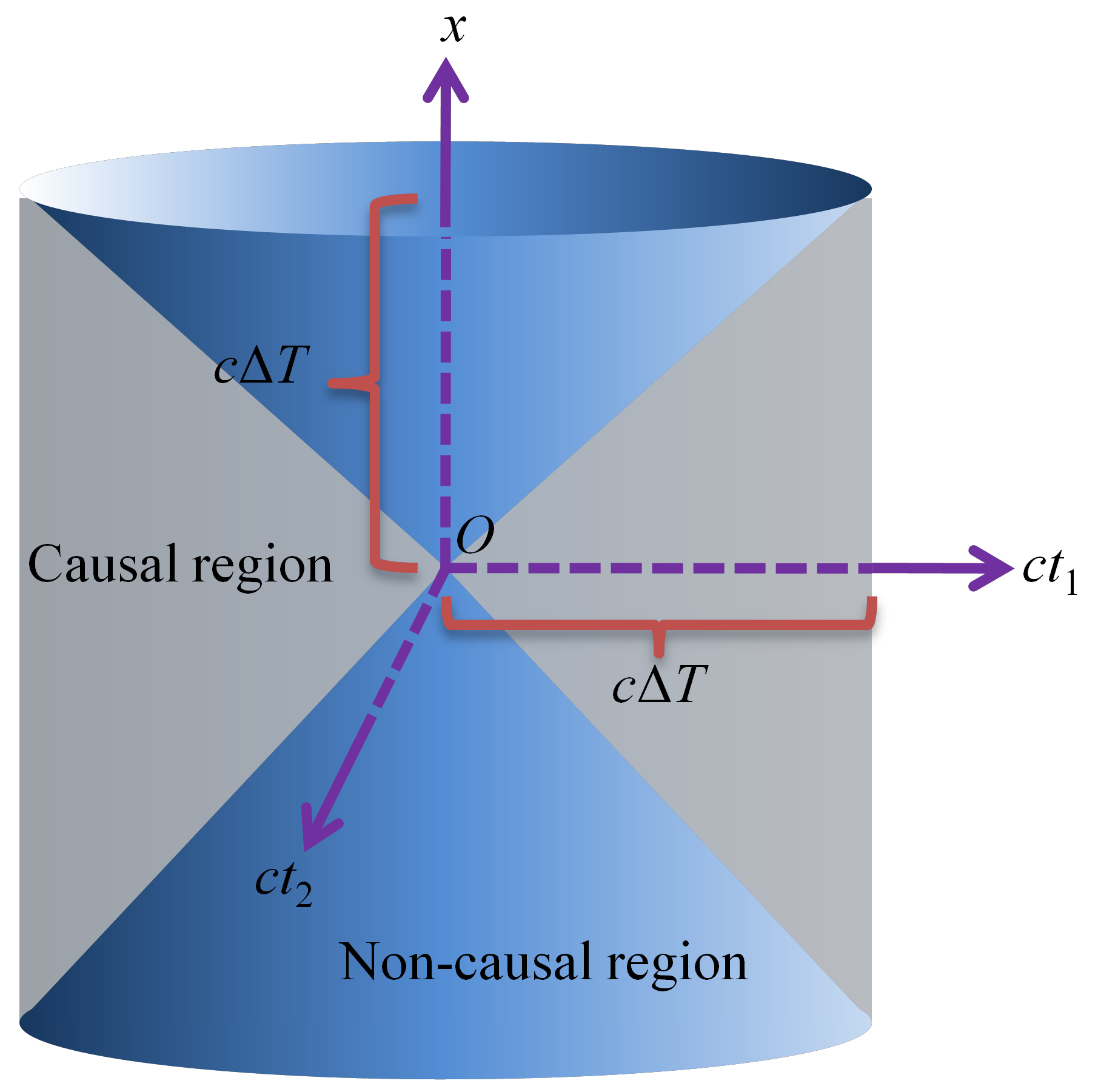
La structure causale d'un espace-temps à deux dimensions de temps et une dimension d'espace.

La relativité restreinte décrit l'espace-temps comme une variété pseudo-riemannienne dont le tenseur métrique a une valeur propre négative. Ceci correspond à l'existence d'une direction « genre temps ». Une métrique avec plusieurs valeurs propres négatives impliquerait en conséquence plusieurs directions de type temps, à savoir de multiples dimensions de temps, mais il n'y aucun consensus au sujet de la relation de ces « temps » supplémentaires avec le temps tel que classiquement compris.
Si la théorie de la  relativité restreinte peut être généralisée pour le cas du temps de k-dimensionnelle {\displaystyle (t_{1},t_{2}...,t_{k})} et espace à n dimensions {\displaystyle (x_{k}+1,x_{k}+2...,x_{k}+n)} , alors l'intervalle de dimension-(k + n)  étant invariant, est donné par l'expression
(dsk,n)2 = (cdt1)2 + ... + (cdtk)2 − (dxk+1)2 − … − (dxk+n)2.
La signature métrique sera
{\displaystyle (\underbrace {+,\cdots ,+} _{k},\underbrace {-,\cdots ,-} _{n})}  (type temps convention de signe)
ou
{\displaystyle (\underbrace {-,\cdots ,-} _{k},\underbrace {+,\cdots ,+} _{n})} (type espace convention de signe).
Les transformations entre les deux référentiels inertiels K et K ', qui sont dans une configuration standard (par exemple, des transformations sans translation ou des rotations de l'axe de l'espace dans le hyperplan de espace ou des rotations de l'axe du temps dans le hyperplan de temps), sont données comme suit :
{\displaystyle t'_{\sigma }=\sum _{\theta =1}^{k}\left(\delta _{\sigma \theta }t_{\theta }+{\frac {c^{2}}{v_{\sigma }v_{\theta }}}\beta ^{2}(\zeta -1)t_{\theta }\right)-{\frac {1}{v_{\sigma }}}\beta ^{2}\zeta x_{k+1},}
{\displaystyle x'_{k+1}=-c^{2}\beta ^{2}\zeta \sum _{\theta =1}^{k}{\frac {t_{\theta }}{v_{\theta }}}+\zeta x_{k+1},}
{\displaystyle x'_{\lambda }=x_{\lambda },}
ou
{\displaystyle \mathbf {v} _{1}=(v_{1},\underbrace {0,\cdots ,0} _{n-1}),}
{\displaystyle \mathbf {v} _{2}=(v_{2},\underbrace {0,\cdots ,0} _{n-1}),}
{\displaystyle \mathbf {v} _{k}=(v_{k},\underbrace {0,\cdots ,0} _{n-1})}
sont les vecteurs des vitesses de K′ contre K, défini en conséquence par rapport aux dimensions de temps t1, t2..., tk;
{\displaystyle \beta ={\frac {1}{\sqrt {\sum _{\mu =1}^{k}{\frac {c^{2}}{v_{\mu }^{2}}}}}};}
{\displaystyle \zeta ={\frac {1}{\sqrt {1-\beta ^{2}}}};}
σ = 1, 2..., k; λ = k+2, k+3..., k+n. Ici δσθ est le Symbole de Kronecker. Ces transformations sont une généralisation des transformations de Lorentz dans une direction de l'espace fixe (xk+1) dans le domaine du temps multidimensionnel et l'espace multidimensionnel.
À noter {\displaystyle {\frac {dx_{\eta }}{dt_{\sigma }}}=V_{\sigma \eta }} et {\displaystyle {\frac {dx'_{\eta }}{dt'_{\sigma }}}=V'_{\sigma \eta },}
où σ = 1, 2..., k; η = k+1, k+2..., k+n. La formule vitesse-addition est donnée par
{\displaystyle V'_{\sigma (k+1)}={\frac {V_{\sigma (k+1)}\zeta \left(1-\beta ^{2}\sum _{\theta =1}^{k}{\frac {c^{2}}{v_{\theta }V_{\theta (k+1)}}}\right)}{1+{\frac {V_{\sigma (k+1)}}{v_{\sigma }}}\beta ^{2}\left((\zeta -1)\sum _{\theta =1}^{k}{\frac {c^{2}}{v_{\theta }V_{\theta (k+1)}}}-\zeta \right)}},}
{\displaystyle V'_{\sigma \lambda }={\frac {V_{\sigma \lambda }}{1+{\frac {V_{\sigma (k+1)}}{v_{\sigma }}}\beta ^{2}\left((\zeta -1)\sum _{\theta =1}^{k}{\frac {c^{2}}{v_{\theta }V_{\theta (k+1)}}}-\zeta \right)}},}
où σ = 1, 2..., k; λ = k+2, k+3..., k+n.
Pour plus de simplicité, on considère qu'une seule dimension spatiale x3 et les deux dimensions temporelles x1 et x2. (Par exemple, x1 = ct1, x2 = ct2, x3 = x.) Supposons que, au point O, ayant des coordonnées x1 = 0, x2 = 0, x3 = 0, il y a eu un événement E. En outre, on suppose qu'un intervalle de temps donné {\displaystyle \Delta T={\sqrt {(\Delta t_{1})^{2}+(\Delta t_{2})^{2}}}\geq 0} a passé depuis l'événement E. La région de causalité reliée à l'événement E comprend la surface latérale du cône circulaire droit {(x1) 2 + (x2) 2 - (x3) 2 = 0}, la surface latérale du cylindre circulaire droit {(x1) 2 + (x2) 2 = c2ΔT2} et la région intérieure délimitée par ces surfaces, à savoir la région de causalité comprend tous les points (x1, x2, x3),  pour lesquels les conditions
{(x1)2 + (x2)2 − (x3)2 = 0 and |x3| ≤ cΔT} ou
{(x1)2 + (x2)2 = c2ΔT2 and |x3| ≤ cΔT} ou
{(x1)2 + (x2)2 − (x3)2 > 0 and (x1)2 + (x2)2 < c2ΔT2}
sont remplies.
Des théories avec plus d'une dimension de temps sont parfois avancées en physique, que ce soit à une description sérieuse de la réalité ou juste comme une curieuse possibilité. Le travail d'Itzhak Bars (en) sur « la physique deux fois », inspiré par la symétrie SO (10,2) de la structure de la supersymétrie étendue de la théorie-M, est le plus récent développement et systématique de la notion (voir également F-théorie (en)). Walter Craig et Steven Weinstein prouvent l'existence d'un problème de valeur initiale bien posé pour l'équation ultrahyperbolic (équation d'onde dans plus d'une dimension temporelle). Cela montre que des données initiales sur un mixte (type espace et de type temps) hypersurface obéissant à une contrainte particulière nonlocal évolue de manière déterministe dans la dimension de temps restant.

## Philosophie
Le Temps et le rêve de J W Dunne (1927) décrit une ontologie avec une hiérarchie infinie des esprits conscients, chacun correspondant à une dimension du temps lui permettant de mesurer l'intervalle entre les événements dans la dimension de temps immédiatement inférieure. Sa théorie est souvent critiquée comme présentant une régression à l'infini. La possibilité conceptuelle des multiples dimensions de temps est également soulevée dans la philosophie analytique.
John G. Bennett, un philosophe anglais, théosophe, anthroposophie et adepte de la mystique Georges Gurdjieff, postule dans l'ouvrage The dramatic universe un univers en six dimensions avec les trois dimensions spatiales habituelles et trois dimensions du temps qu'il appelle : le temps, l'éternité et l'hyparxis. Le temps est le temps chronologique séquentiel avec lequel chaque individu est familier. Les dimensions hypertemporelles appelées éternité et hyparxis auraient des propriétés distinctives. L'éternité pourrait être considérée comme le temps cosmologique, ou le temps intemporel. L'hyparxis (notion empruntée au néo-platonisme) se caractérise pour Bennett comme disponibilité-à-être, et serait plus sensible dans le domaine des processus quantiques. Selon Bennett, la conjonction des deux dimensions du temps et de l'éternité pourrait former une base hypothétique pour une cosmologie à multivers, avec des univers parallèles existants à travers un plan de vastes possibilités, tandis que la troisième dimension de genre temps, l'hyparxis, pourrait permettre l'existence théorique de phénomènes comme le voyage dans le temps, le glissement entre les mondes parallèles, et les déplacements à vitesse hyperluminique. Ces suggestions n'ont pas été soutenues par des scientifiques reconnus ni appuyées par des expériences. Bien que Bennett ait fait preuve de spéculations intrigantes, la question de la mesure (comment on pourrait mesurer ces dimensions temporelles supplémentaires hypothétiques) est laissée sans réponse, comme l'est la façon dont on pourrait falsifier ses suggestions (ce qui est généralement considéré comme une caractéristique distinctive de la science depuis les travaux de Karl Popper).

## Fiction
- Dans le dernier roman de la trilogie Humans as Gods (en), « The Reverse Time Loop » (1977), Sergey Snegov (en) met dans la bouche du protagoniste : « Ceci est mon idée - de sortir de l'unidimensionnel, normal au cours d'une le temps[pas clair] à deux dimensions »[7].
- Le roman The Number of the Beast (1980) de Robert A. Heinlein dispose d'une cosmologie à six dimensions dans laquelle il y a trois dimensions du temps, notées « T », « tau » (τ grec) et « teh » (т cursive cyrillique).
- Dans la série en quatre romans Ware Tetralogy (en) (1982-2000) de Rudy Rucker, l'auteur parle d'étrangers appelés Metamartians qui « sont d'une partie du cosmos où le temps est à deux dimensions ».
- Dans le monde de Star Trek, le roman de Diane Duane, The Wounded Sky (en) montre le physicien Hamalki K't'lk qui stipule que le temps a trois dimensions, appelées « création », « durée » et « la fin ».
- Le comic book Sonic The Hedgehog utilise cette théorie à son avantage quand Sonic rencontre son jumeau maléfique Fléau.